# 北港镇 (通城县)
北港镇，是中华人民共和国湖北省咸寧市通城县下辖的一个乡镇级行政单位。

## 行政区划
北港镇下辖以下地区：
庄前社区、长青社区、岭源村、冠青村、龙门村、横冲村、沉山村、枫树村、雁门村、方段村、桂家村和大界村。